# Hampton (Connecticut)
Hampton è un comune di 2.034 abitanti degli Stati Uniti d'America, situato nella Contea di Windham nello Stato del Connecticut.